# Distrikt Samuel Pastor
Der Distrikt Samuel Pastor liegt in der Provinz Camaná in der Region Arequipa im Südwesten von Peru. Gegründet wurde der Distrikt am 3. November 1944. Benannt wurde der Distrikt nach Samuel Pastor Caballero, einer lokalen Persönlichkeit aus dem 19. Jahrhundert, die für die städtische Entwicklung von Camaná und La Pampa maßgeblich war.
Der Distrikt Samuel Pastor hat eine Fläche von 113,4 km². Beim Zensus 2017 wurden 15.950 Einwohner gezählt. Im Jahr 1993 lag die Einwohnerzahl bei 8786, im Jahr 2007 bei 13.142. Sitz der Distriktverwaltung ist die 26 m hoch gelegene Stadt La Pampa mit 9194 Einwohnern (Stand 2017). La Pampa bildet einen östlichen Vorort der Provinzhauptstadt Camaná. Die Nationalstraße 1S (Panamericana) verläuft entlang der Meeresküste.

## Geographische Lage
Der Distrikt Samuel Pastor liegt zentral an der Küste der Provinz Camaná. Der Distrikt erstreckt sich entlang dem Ostrand des Flusstals des Río Camaná, wo bewässerte Landwirtschaft betrieben wird. Der Distrikt besteht jedoch überwiegend aus wüstenhaftem Hügelland, das im Osten bis an die Meeresküste reicht.
Der Distrikt Samuel Pastor grenzt im Westen an die Distrikte Camaná und José María Quimper, im Norden an den Distrikt Nicolás de Piérola, im äußersten Nordosten an den Distrikt Majes (Provinz Caylloma) sowie im Osten an den Distrikt Quilca.

## Ortschaften
Neben dem Hauptort La Pampa gibt es folgende Ortschaften im Distrikt:
- Bajo Huangaral (623 Einwohner)
- Habitat la Pampa (5111 Einwohner)
- La Punta (627 Einwohner)
- San Jacinto (927 Einwohner)